# Leucopis tugajorum
Leucopis tugajorum är en tvåvingeart som beskrevs av Tanasijtshuk 1972. Leucopis tugajorum ingår i släktet Leucopis och familjen markflugor. Inga underarter finns listade i Catalogue of Life.